# Акрополь
Акро́поль (др.-греч. ἀκρόπολις — верхний город) — возвышенная и укреплённая часть древнегреческого города, так называемый верхний город. Акрополь — место первоначального поселения, вокруг которого развивался менее защищённый, так называемый нижний город, населённый земледельцами. Являлся крепостью и служил убежищем для граждан в военное время.
На акрополе обычно находились храмы божеств-покровителей данного города. Наиболее известен акрополь в Афинах, внесённый в список Всемирного наследия ЮНЕСКО.
Также под акрополем могут подразумевать холм с крутыми и обрывистыми склонами.
- Парфенон в Афинах (Аттика, Греция)
- Акрополь Афин